# Gabriele Veneziano
Gabriele Veneziano (* 7. září 1942 Florencie) je italský teoretický fyzik, jeden z průkopníků teorie strun.  Podílí se na výzkumu v Evropské organizaci pro jaderný výzkum a od roku 2004 je členem Collège de France pro kosmologii, elementární částice a gravitaci. 

## Život
Narodil se ve Florencii. V roce 1965 získal titul z teoretické fyziky na Florentské univerzitě. Doktorský titul získal roku 1967 na Weizmannově institutu věd. Během pobytu v Izraeli spolupracoval s Sergiem Fubinim a Miguelem Virasorem. 
V letech 1968–1972 působil na Massachusettském technologickém institutu a v Evropské organizaci pro jaderný výzkum. Roku 1972 získal profesorské místo na Weizmannově institutu věd a v roce 1976 přijal místo v teoretické divizi Evropské organizaci pro jaderný výzkum, kde působil více než třicet let a kde byl několik let i ředitelem divize. K roku 2016 pracuje na Collège de France. Rok 2012 strávil na New York University.

## Výzkum
Veneziano jako první zformuloval v roce 1968 základy teorie strun, když zjistil, že strunový obrazec by mohl popsat interakci silně interagujících částic.  Rovněž zjistil, že Eulerova beta funkce interpretovaná jako amplituda rozptylu má mnoho vlastností potřebných k vysvětlení fyzikálních vlastností silně interagujících částic. Tato amplituda, později známa jako Venezianova amplituda je interpretována jako amplituda rozptylu čtyř otevřených strunových tachyonů. Při zpětném pohledu je tato práce základ pro teorii strun, ačkoli v 60. letech nebylo zřejmé, že povede k nové teorii kvantové gravitace.
Venezianova práce vedla k intenzivnímu výzkumu s cílem pokusit se vysvětlit silnou interakci pomocí polní teorie strun o velikosti asi jednoho femtometru. Vzestup kvantové chromodynamiky vedl k dočasnému ústupu zájmu o teorii, který se obnovil počátkem 80. let.
V roce 1991 Veneziano publikoval článek, který ukazoval jak může být inflační kosmologický model získaný z teorie strun, což otevírá prostor pro popis dějů před velkým třeskem. 
V roce 2002 byl zvolen členem francouzské akademie věd, o 4 roky později získal medaili Alberta Einsteina.